# Casa Cortina
La Casa Cortina és una obra modernista de Vic (Osona) protegida com a Bé Cultural d'Interès Local.

## Descripció
Es tracta d'un edifici entre mitgeres de planta baixa, tres pisos i golfes.A la planta baixa s'obren dos arcs rebaixats, formant una porxada. Aquests dos arcs marquen els dos eixos verticals en els que es distribueixen les obertures. Les obertures són balcons que varien de mida segons l'alçada, marcant un ordre jeràrquic. Els balcons són volats i destaquen les baranes de ferro forjat. La façana queda rematada per una galeria de finestres clàssiques, entre les quals hi ha disposades unes columnes d'ordre clàssic. A la cornissa hi ha diposada una barana decorada amb motius gotitzants.